# Thomas Fischbach
Thomas Fischbach (* 1959 in Haan) ist ein deutscher Pädiater. Er war von 2015 bis 2023 Präsident des Berufsverbands der Kinder- und Jugendärzte.

## Leben und Wirken
Fischbach besuchte bis 1978 das Humboldtgymnasium Solingen und studierte anschließend Humanmedizin an der Heinrich-Heine-Universität Düsseldorf, wo 1984 seine Approbation erfolgte. 1985 wurde er promoviert. Die Weiterbildung zum Facharzt für Anästhesiologie absolvierte er von 1985 bis 1989 am Bundeswehrkrankenhaus Osnabrück sowie am Bethesda-Krankenhaus Wuppertal. 1990–1994 erhielt er eine Weiterbildung zum Arzt für Kinder- und Jugendmedizin am Städtischen Klinikum Solingen mit Abschluss als Facharzt für Kinder- und Jugendmedizin. Seit 1994 ist er in einer Gemeinschaftspraxis für Kinder- und Jugendmedizin in Solingen niedergelassen.
Ab 2015 war er Präsident des Berufsverbands der Kinder- und Jugendärzte. Dieses Amt bekleidete er bis 30. November 2023, nachdem er sich aus Zeitgründen 2022 nicht erneut für eine Wahl zur Verfügung gestellt hatte.
Thomas Fischbach ist verheiratet und hat drei Kinder.

## Mitgliedschaften
- 2003–2015: Landesverbandsvorsitzender des Landesverbands Nordrhein im BVKJ e.V.
- bis 2016: Mitglied der Vertreterversammlung der Kassenärztlichen Bundesvereinigung KBV
- seit 2020: Beratendes Mitglied der AG Kinderrichtlinie des Gemeinsamen Bundesausschusses
- seit 2021: Vorstandsmitglied Bündniss für Kinder- und Jugendgesundheit (vormals DAKJ)[4]
- Vorstandsmitglied der Deutschen Liga für das Kind e.V.[5]